# Moteur Mendocino

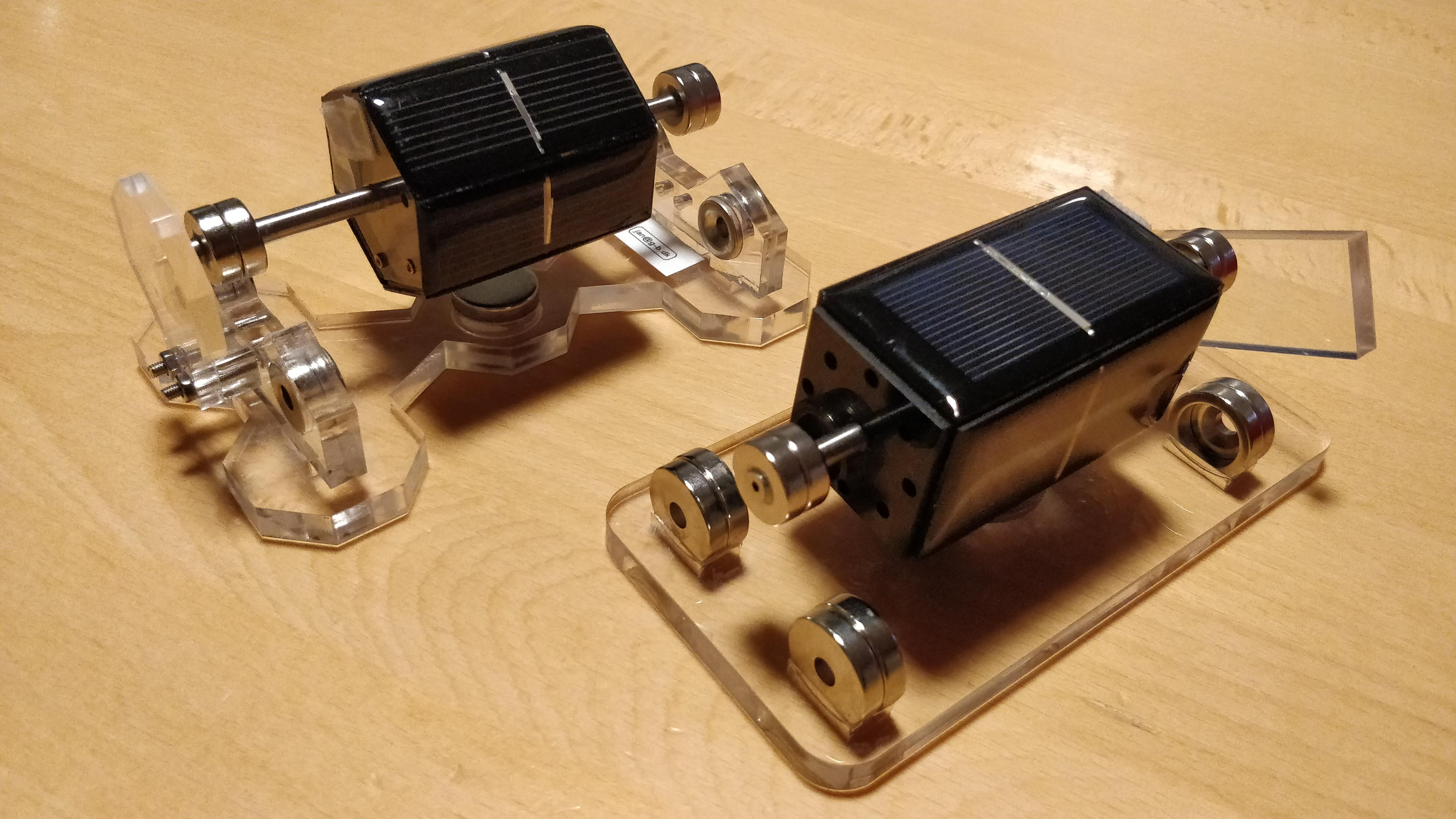
Mendocino motors

Le  moteur Mendocino est un moteur électrique solaire à sustentation magnétique.

## Description
Le moteur est constitué d'un rotor à quatre côtés. Le moteur est disposé horizontalement sur une tige. Cette tige possède des aimants à chaque extrémité. Ces aimants permettent la lévitation en repoussant des aimants pré-répartis en dessous sur la base sous le rotor.
Un autre aimant est disposé juste en dessous du rotor.
Le rotor est équipé de cellules photovoltaïques positionnées sur les faces et il est également équipé de bobines.
Quand la lumière du soleil touche une cellule photovoltaïque, l’électricité créée est envoyée dans la bobine attenante générant ainsi un champ magnétique. Ce champ magnétique interagit avec celui de l'aimant disposé sur le socle, sous le rotor, faisant tourner celui-ci sur son axe. Le rotor présente alors une nouvelle face, et donc une nouvelle cellule, à la lumière solaire générant le mouvement suivant du cycle. Le processus se répète en faisant tourner le moteur.
Aujourd'hui, ce moteur récent a une puissance très faible.
Il est possible de contrôler la vitesse du rotor par différents moyens notamment en faisant varier l'intensité de la lumière.

## Genèse
L'idée d'un moteur dont le mouvement serait généré par un champ magnétique dans des bobines alimentées par des cellules solaires, a été décrite pour la première fois par Daryl Chapin en 1962. Dans ce modèle, la sustentation magnétique n'était pas utilisée.
Le dispositif était distribué par Bell Labs, où Chapin et ces collègues ont inventé la cellule photovoltaïque en 1954. La version créée par Chapin ne lévitait pas : le centre du rotor était une tige très fine qui tenait sur des pièces en verre afin de diminuer les frottements.
la sustentation magnétique a été ajoutée en 1994 par Larry Spring.